# Szaigjó Hósi
Szaigjó Hósi (japánul: 西行法師, Hepburn-átírással: Saigyō Hōshi) (Kiotó, 1118 – Hirokava templom, 1190) híres japán költő és szerzetes a kései Heian- és a korai Kamakura-korban. A hósi a „törvény tanítóját”, azaz buddhista szerzetest jelent. Szaigjó az ezoterikus singon szektához tartozott, amelynek alapítója a japán vallástörténet egyik meghatározó géniusza, Kúkai (Kóbó daisi) volt.

## Élete
A költő Szató Norikijóként született 1118-ban Kiotóban "északra tekintő" harcos (busi) családba. A régi nemesség és az új szamuráj harcosok közötti nyomasztó hatalomátvétel-átadás korában élt, ami költészetének búskomor hangulatát fokozta. Ifjan a visszavonult Toba császár testőre volt. 1140-ben, 22 éves korában, ismeretlen okokból otthagyta a világi létet, hogy szerzetessé váljon és az En’i nevet vette fel.
Ekkor írta alanti költeményét:
惜しむとて惜しまれぬべきこの世かは身を捨ててこそ身をも助けめ

osimu tote osimarenubeki kono jo kava mi o szutete koszo mi o mo taszukeme
Sajnálkodva teszed:

pedig játszi szívvel kell

e földi léttől

eltaszítani magad.

Csak hogy megtarthasd magad.
Villányi G. András fordítása
Szaigjó, "nyugatra menőt" jelent, utalásként Amida Buddhára és a nyugati paradicsomra. Hosszú évekig élt magányosan Szagában, a Josino hegyen és Iszében, ám legismertebbek az Észak-Honsún tett hosszú utazásai. Ezek az utak ihlették a 17. században Macuo Basót az Oku no hoszomicsi megírására. Közeli barátságot ápolt Fudzsivara no Teika költőtársával. Műveinek fő gyűjteménye a Szankasú, lelőhelyei a Sinkokinsú (ebben 95 verssel szerepel) és a Sika vakasú. A Hirakava templomban halt meg Kavacsi tartományban (a mai Oszaka prefektúra) 72 éves korában.

## Stílusa
現をも現とさらに思へねば夢をも夢となにか思はん

ucucu o mo ucucu to szara ni oboeneba jume o mo jume to nanika omovan
Én jól tudom, hogy itt minden csaló

s ami valónak látszik, nem való.

Ha így találom, miért higgyem el,

hogy az álom az álom?
Kosztolányi Dezső fordítása
Ugyanez másként:
Meggyőződésem,

hogy a való nem igaz;

miért hinném azt,

hogy mit álomnak látok,

csak álom és nem igaz?
Villányi G. András fordítása
Szaigjó korában a Manjósú már nem olyan volt nagy hatással a vaka-költészetre, mint a Kokinsú. Az utóbbi inkább a személyes tapasztalaton, a szójátékokon, az udvari életmódon alapult. A Sinkokinsú, amit Szaigjó és költőtársai hoztak létre, könnyedebb, komorabb és mélabúsabb volt a Kokinsúnál. A zűrzavaros időszak következtében Szaigjó nemcsak az mono no avaré-ra (a változások miatti szomorúság), de a szabi-ra (magány) és a kanasi-ra (bánat) is összpontosított, és buddhista vándorszerzetesként igen közel állt a természet szépségeihez, annak ezoterikus felfogásához.
Az ezoterikus buddhista tan szerint a buddhatermészet nem csupán az emberi lények olyan immanens sajátossága, amibe erőfeszítéseik eredményeként vissza-térhetnek, hanem minden élő teremtménynek is lényegi adottsága. A növényvilág teremtményei életadó, tápláló és fenntartó létezésük által buddhák, és – szemben az emberrel – tenniük sem kell semmit ahhoz, hogy a buddhalét realizálódjék bennük. Szaigjó szerzetes földi és kozmikus útja Buddhához olyan ösvényeken kapaszkodik, amelyeket még élő vagy hulltukban is hervadatlan cseresznyeszirmok festettek fehérre, mely színben fellelhetők a szirom halovány rózsaszín erecskéi – érzéki létezésünk buja nyomatai. A cseresznyeszirmok a Tathágata, a buddhatermészet abszolút és mindenhol jelenlévő szépségét festik a tájra, és ez a szépség dereng vagy ragyog fel Szaigjó költeményeiből. Az ezoterikus tanítás szerint a jel egyenlő a jelzettel. Ily módon a cseresznyeszirmok nemcsak jelei a Tathágatának, hanem ők a Tathágata. Róluk és hozzájuk – azaz Buddhához – szólnak a versek, amelyek a szerzetes hosszú zarándoklatain, a természetben átélt mély meditációban fogantak. A hold ősrégi szimbóluma a buddhista megvilágosodásnak, az ezoterikus meditáció állandó objektuma. Csak a fentiek ismeretében nevezhetjük Szaigjót a szirmok és a hold költőjének. Azaz, a költemények elsődleges tárgya nem a természet, hanem a természetben manifesztálódott transzcendens.
ながむとて花にもいたくなれぬれば散るわかれこそかなしかりけれ

nagamu tote hana ni mo itaku narenureba csiru vakare koszo kanasi kari kere
Nevezzenek bár

mihaszna szirom-bámésznak!

Mert időközben

úgy összemelegedtünk:

hulltukban hullok én is.
Villányi G. András fordítása

## Magyarul
- Szaigjó szerzetes–Villányi G. András: Tükröződések; Scolar, Bp., 2011 (Scolar versek)